# Есек'єль Гарай
Есек'єль Гарай (ісп. Ezequiel Garay, нар. 10 жовтня 1986, Росаріо) — аргентинський футболіст, захисник.
Вихованець «Ньюеллс Олд Бойз», який переїхав до Іспанії у віці 19 років і зіграв в Ла Лізі 109 ігор (15 голів) протягом шести сезонів, за «Расінг» і «Реал Мадрид», ставши володарем Кубка Іспанії, після чого 2011 року підписав контракт з португальською «Бенфікою». У складі збірної Аргентини — олімпійський чемпіон.

## Клубна кар'єра

### «Ньюелз Олд Бойз»
Народився 10 жовтня 1986 року в місті Росаріо. Вихованець футбольної школи клубу «Ньюеллс Олд Бойз». 2004 року, у віці 18 років, Гарай дебютував на професійному рівні за команду свого рідного міста в аргентинській Примері. Його першим матчем була важлива гра передостаннього туру проти «Хімнасії» з Ла-Плати, в якій він допоміг «прокаженим» перемогти та стати чемпіонами Апертури.
Ще 12 разів Гарай виходив на поле за «Ньюелс» 2005 року, а свій перший гол забив у принциповому дербі проти «Росаріо Сентраль», яке завершилося перемогою «Олд Бойз» з рахунком 2-1. Наприкінці 2005 року Гарай перейшов в іспанський «Расінг» з Сантандера, зігравши лише 13 матчів за основний склад аргентинського клубу.

### Виступи в Іспанії
Після очікуваного короткого періоду адаптації, у своєму першому неповному сезоні Гараю вдалося закріпитися в основному складі «Расінга» на позиції центрального захисника. Він починав у стартовому складі 30 з 38 ігор сезону 2006-07, протягом якого демонстрував переконливу гру в захисті і хороші атакуючі навички, забивши 9 м'ячів за сезон. Більшість з них — з одинадцятиметрової позначки.

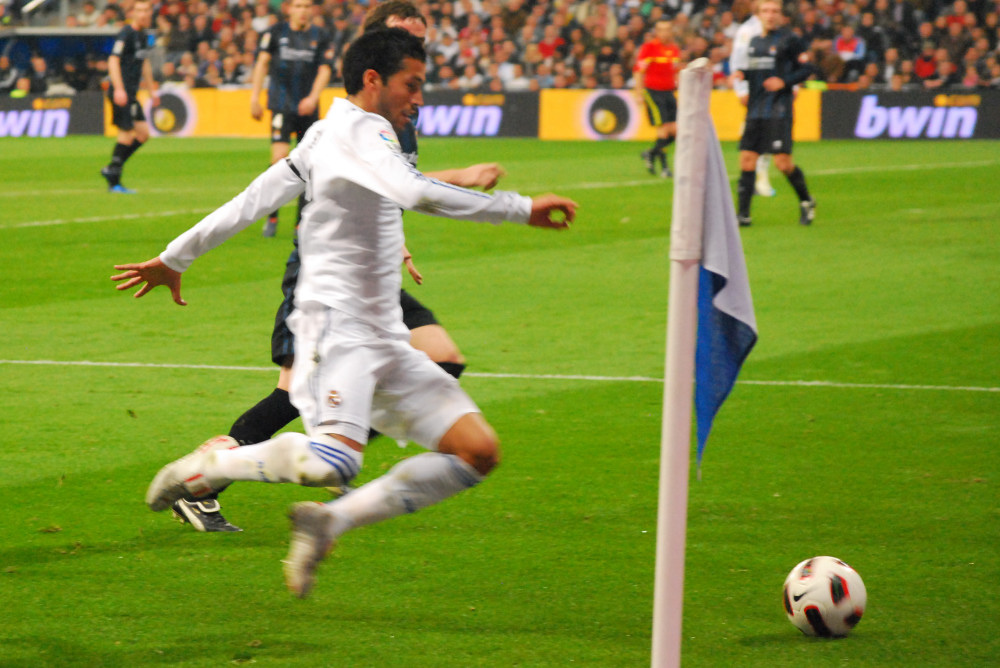
Есек'єль Гарай під час виступів за «Реал Мадрид». 6 лютого 2011 року

Забив свій перший гол за «Расінг» зі штрафного у ворота мадридського «Реала» на «Сантьяго Бернабеу». Той матч був програний, але в повторному поєдинку два виконаних Гараєм пенальті дозволили «Расінгу» здобути перемогу над «вершковими». У тому сезоні «Расінг» фінішував десятим у чемпіонаті, що стало найкращим результатом з моменту повернення команди до Прімери в 2002 році.
Сезон 2007-08 в «Расінгу» для Гарая вийшов зім'ятим. У той час, як він зіграв важливу роль в тому, що команда фінішувала шостою в чемпіонаті та потрапила в Кубок УЄФА, травми дозволили йому взяти участь лише в 22 матчах ліги. Не зважаючи на це Гарай потрапив у поле зору таких європейських грандів, як «Манчестер Юнайтед», «Барселона», «Ювентус» та інші. Однак його новим клубом став «Реал Мадрид», з яким Есекьель підписав шестирічну угоду. Сума операції склала близько 10 мільйонів євро. Тим не менш сезон 2008-09 Гарай провів все ще у складі «Расинга» на правах оренди.
З літа 2009 року став виступати за «Реал Мадрид». У першому сезоні провів в чемпіонаті 20 матчів, допомігши команді стати віце-чемпіоном Іспанії, проте з приходом влітку 2010 року на тренерський місток «вершкових» Жозе Моурінью, Гарай втратив місце в основній команді, зігравши за сезон лише у п'яти матчах чемпіонату і двох у кубку Іспанії, включаючи вихід на заміну у переможному фіналі проти «Барселони».

### «Бенфіка»
5 липня 2011 року перейшов в португальську «Бенфіку» за 5,5 млн євро, підписавши контракт на чотири роки. Наразі встиг відіграти за лісабонський клуб 56 матчів в національному чемпіонаті.

## Виступи за збірні

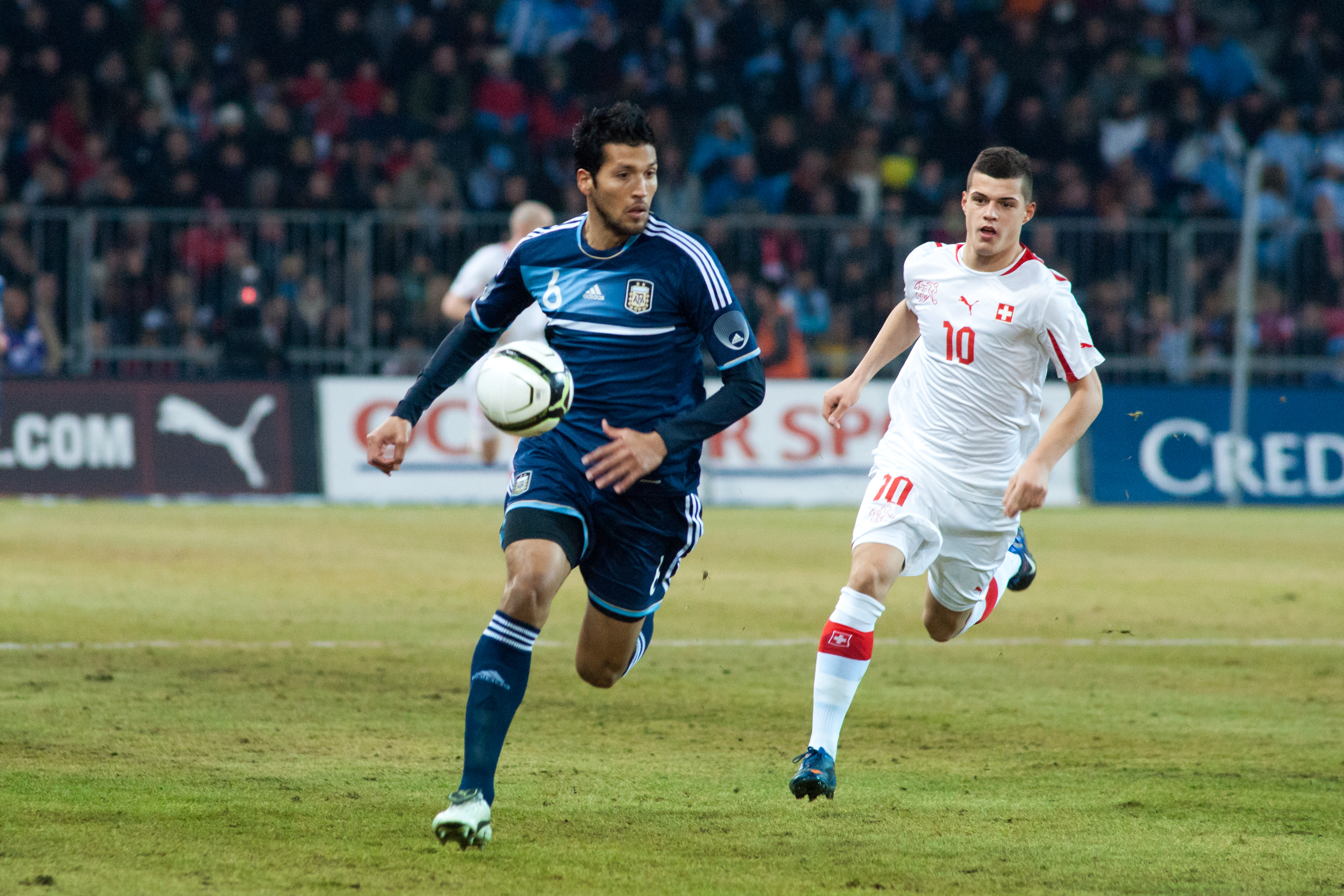
Есек'єль Гарай (ліворуч) у складі збірної Аргентини. 29 лютого 2012 року

Виступав за збірні Аргентини різних вікових категорій. Брав участь у відбіркових матчах та фінальних турнірах двох молодіжних чемпіонатів світу: до 17 років в 2003 і до 20 років в 2005 роках і здобував разом з командою бронзові і золоті нагороди відповідно.
Вдала гра допомогла 2007 року отримати виклик в основну збірну Аргентини, в якій Гарай отримав шанси закріпитися, оскільки Роберто Аяла завершив міжнародну кар'єру.
Першим повноцінний матчем для Гарая за основну команду Аргентини стала товариська гра 22 серпня 2008 року проти збірної Норвегії, в якій Аргентина зазнала поразка з рахунком 2-1. Раніше головний тренер Альфіо Базіле вже викликав його до збірної на серію товариських ігор перед Кубком Америки в травні 2007, але травма не дозволила йому вийти на поле в тих матчах.
2008 року у складі олімпійської збірної Аргентини Гарай брав участь в пекінській Олімпіаді, зігравши в 5 з 6 матчах турніру, пропустивши лише гру проти Сербії на груповій стадії. У матчі за золото збірна Аргентини здолала команду Нігерії.
У складі національної збірної був учасником домашнього розіграшу Кубка Америки 2011 року, проте на поле так і не вийшов.
Наразі провів у формі головної команди країни 32 матчі.

## Цікаві факти
- У юному віці Гарай грав переважно у нападі, чим пояснюються його бомбардирські навички.
- За свій незвично смаглявий колір шкіри Гарай має прізвисько «El Negro».

## Титули і досягнення

### Клубні
- Чемпіон Аргентини (1):

«Ньюеллс Олд Бойз»: Апаратура 2004
- Володар Кубка Іспанії з футболу (2):

«Реал Мадрид»: 2010-11
Валенсія: 2018-19
- Чемпіон Португалії (1):

«Бенфіка»:  2013–14
- Володар Кубка Португалії (1):

«Бенфіка»: 2013-14
- Володар Кубка португальської ліги (2):

«Бенфіка»: 2011-12, 2013-14
- Чемпіон Росії (1):

«Зеніт»:  2014–15
- Володар Кубка Росії (1):

«Зеніт»: 2015–16
- Володар Суперкубка Росії (2):

«Зеніт»: 2015, 2016

### Збірна
- Чемпіон Південної Америки (U-17) (1):

Аргентина (U-17): 2003
- Молодіжний чемпіон світу (1):

Аргентина (U-20): 2005
- Олімпійський чемпіон (1):

Аргентина (ол.): 2008
- Віце-чемпіон світу: 2014
- Срібний призер Кубка Америки: 2015